# 潘灼
潘灼（?—?），别號中柱，浙江紹興府上虞縣民籍。

## 生平
萬曆四十三年（1615年）舉乙卯科浙江鄉試第七十四名，万历四十四年（1616年）聯捷丙辰科进士，官沭阳县知县。

## 引用
1. ↑  《萬曆四十四年丙辰科進士序齒録》